# Rosa Maria Massegosa i Perxés
Rosa Maria Massegosa i Perxés (Sant Feliu de Guíxols, Baix Empordà, 1974-2006), filla de Maria Teresa i Perxés i de Rafel Massegosa. Escriptora guixolenca que va estar afiliada a la Joventut Nacionalista de Catalunya (JNC) des dels 14 anys. Va estudiar primer cicle d'història de l'art a la Universitat de Girona des del 1992 fins al 1995 i es llicencià en filologia catalana el 1997 i cursà el doctorat amb el programa “Llengua, Literatura i Edició de Textos”.
Va col·laborar amb diversos mitjans de comunicació, tant de premsa com de ràdio. Entre d'altres, va ser la responsable d'informació cultural a Ràdio Girona-Cadena Ser, corresponsal del Punt Diari (1990-1991), col·laboradora del setmanari Àncora (1989-2005) i del Suplement Punt Universitari (1996). També va participar en multitud de seminaris, cursos d'estiu i conferències, entre ells el XVIII Cursos de Filologia Francesc de B. Moll a Mallorca el 1995 o el VIII Encontre d'Escriptors dels XXIV Premis Octubre a València el 1995.
Va formar part de la llista de Convergència i Unió (CIU) el 1995 a les eleccions municipals i va ser nomenada delegada de l'Escola Pública de la Generalitat de Catalunya (1998-1999); esdevingué cap comarcal de la JNC i membre de l'executiva de federació i del secretariat de Convergència Democràtica de Catalunya (CDC) al Baix Empordà. Va ser responsable de Països Catalans a l'executiu Nacional i va participar activament en l'Associació de Dones de Catalunya. El 1999 va ser nomenada com a número dos de Pere Esteve en les eleccions europees, tasca que no va poder dur a terme per la greu malaltia que la va apartar de la política als 25 anys.
Retirada de la política, Rosa Maria va continuar fent recerca literària i escrivint. L'any 2000 va guanyar els premis literaris Àncora en l'apartat de recerca amb el treball del romancer popular “La presó de Lleida: tres variants recollides a Sant Feliu de Guíxols”.